# Campionati italiani di sci alpino 2021
I Campionati italiani di sci alpino 2021 si sono svolti a Livigno e a Santa Caterina Valfurva dal 22 al 28 marzo. Il programma ha incluso gare di discesa libera, supergigante, slalom gigante, slalom speciale e combinata, sia maschili sia femminili.
Trattandosi di competizioni valide anche ai fini del punteggio FIS, hanno potuto partecipare anche sciatori di altre federazioni, senza che questo consentisse loro di concorrere al titolo nazionale italiano. 

## Risultati

### Uomini

#### Discesa libera
| Pos. | Atleta              | Nazione | Tempo   |
| ---- | ------------------- | ------- | ------- |
| 1    | Dominik Paris       | Italia  | 1:20,46 |
| 2    | Christof Innerhofer | Italia  | 1:20,85 |
| 3    | Matteo Marsaglia    | Italia  | 1:21,23 |
| 4    | Emanuele Buzzi      | Italia  | 1:21,38 |
| 5    | Federico Simoni     | Italia  | 1:21,96 |
| 6    | Pietro Zazzi        | Italia  | 1:22,10 |
| 7    | Mattia Cason        | Italia  | 1:22,35 |
| 8    | Federico Paini      | Italia  | 1:22,36 |
| 9    | Nicolò Molteni      | Italia  | 1:22,47 |
| 10   | Davide Filippi      | Italia  | 1:22,65 |

Data: 27 marzo

Località: Santa Caterina Valfurva

#### Supergigante
| Pos. | Atleta              | Nazione | Tempo   |
| ---- | ------------------- | ------- | ------- |
| 1    | Emanuele Buzzi      | Italia  | 1:07,93 |
| 2    | Christof Innerhofer | Italia  | 1:08,19 |
| 3    | Matteo Marsaglia    | Italia  | 1:08,27 |
| 4    | Dominik Paris       | Italia  | 1:08,78 |
| 5    | Pietro Zazzi        | Italia  | 1:09,01 |
| 6    | Federico Paini      | Italia  | 1:09,50 |
| 7    | Giovanni Franzoni   | Italia  | 1:09,58 |
| 8    | Matteo Bendotti     | Italia  | 1:09,75 |
| 9    | Enrico Giacomelli   | Italia  | 1:09,77 |
| 10   | Giacomo Dalmasso    | Italia  | 1:09,81 |

Data: 28 marzo

Località: Santa Caterina Valfurva

#### Slalom gigante
| Pos. | Atleta              | Nazione     | Tempo   |
| ---- | ------------------- | ----------- | ------- |
| 1    | Hannes Zingerle     | Italia      | 2:05,29 |
| 2    | Luca De Aliprandini | Italia      | 2:05,51 |
| 3    | Daniele Sorio       | Italia      | 2:06,23 |
| 4    | Giovanni Borsotti   | Italia      | 2:06,37 |
| 5    | Brian McLaughlin    | Stati Uniti | 2:06,53 |
| 6    | Filippo Della Vite  | Italia      | 2:06,64 |
| 7    | Pietro Canzio       | Italia      | 2:06,83 |
| 8    | Giovanni Franzoni   | Italia      | 2:07,01 |
| 9    | Stefano Baruffaldi  | Italia      | 2:07,37 |
| 9    | Luca Taranzano      | Italia      | 2:07,37 |

Data: 22 marzo

Località: Livigno

#### Slalom speciale
| Pos. | Atleta                | Nazione | Tempo   |
| ---- | --------------------- | ------- | ------- |
| 1    | Stefano Gross         | Italia  | 1:29,18 |
| 2    | Riccardo Tonetti      | Italia  | 1:29,38 |
| 3    | Tommaso Sala          | Italia  | 1:29,53 |
| 3    | Alex Vinatzer         | Italia  | 1:29,53 |
| 5    | Giuliano Razzoli      | Italia  | 1:29,55 |
| 6    | Matteo Canins         | Italia  | 1:29,75 |
| 7    | Hannes Zingerle       | Italia  | 1:29,79 |
| 8    | Mario Gramshammer     | Austria | 1:30,01 |
| 9    | Tobias Kastlunger     | Italia  | 1:30,47 |
| 10   | Dries van den Broecke | Belgio  | 1:30,65 |

Data: 23 marzo

Località: Livigno

#### Combinata
| Pos. | Atleta                  | Nazione | Tempo   |
| ---- | ----------------------- | ------- | ------- |
| 1    | Giovanni Franzoni       | Italia  | 1:48,23 |
| 1    | Federico Paini          | Italia  | 1:48,23 |
| 3    | Tobias Kastlunger       | Italia  | 1:48,37 |
| 4    | Matteo Bendotti         | Italia  | 1:48,45 |
| 5    | Benjamin Jacques Alliod | Italia  | 1:48,55 |
| 6    | Marco Abbruzzese        | Italia  | 1:48,58 |
| 7    | Filippo Della Vite      | Italia  | 1:48,66 |
| 8    | Matteo Franzoso         | Italia  | 1:48,72 |
| 9    | Lorenzo Thomas Bini     | Italia  | 1:48,82 |
| 10   | Riccardo Allegrini      | Italia  | 1:48,86 |

Data: 28 marzo

Località: Santa Caterina Valfurva

### Donne

#### Discesa libera
| Pos. | Atleta              | Nazione  | Tempo   |
| ---- | ------------------- | -------- | ------- |
| 1    | Ilka Štuhec         | Slovenia | 1:23,75 |
| 2    | Nadia Delago        | Italia   | 1:24,41 |
| 3    | Francesca Marsaglia | Italia   | 1:25,08 |
| 4    | Laura Pirovano      | Italia   | 1:25,10 |
| 5    | Elena Curtoni       | Italia   | 1:25,62 |
| 6    | Federica Sosio      | Italia   | 1:25,89 |
| 7    | Carlotta Nimue Welf | Italia   | 1:26,46 |
| 8    | Karoline Pichler    | Italia   | 1:26,77 |
| 9    | Sofia Pizzato       | Italia   | 1:26,84 |
| 10   | Carlotta Da Canal   | Italia   | 1:26,99 |

Data: 27 marzo

Località: Santa Caterina Valfurva

#### Supergigante
| Pos. | Atleta              | Nazione  | Tempo   |
| ---- | ------------------- | -------- | ------- |
| 1    | Francesca Marsaglia | Italia   | 1:10,34 |
| 2    | Elena Curtoni       | Italia   | 1:10,41 |
| 3    | Nadia Delago        | Italia   | 1:10,73 |
| 3    | Roberta Melesi      | Italia   | 1:10,73 |
| 5    | Nevena Ignjatovic   | Serbia   | 1:11,02 |
| 6    | Karoline Pichler    | Italia   | 1:11,04 |
| 7    | Laura Pirovano      | Italia   | 1:11,19 |
| 8    | Carlotta De Canal   | Italia   | 1:11,27 |
| 9    | Ilka Štuhec         | Slovenia | 1:11,34 |
| 10   | Vittoria Cappellini | Italia   | 1:11,78 |

Data: 28 marzo

Località: Santa Caterina Valfurva

#### Slalom gigante
| Pos. | Atleta                      | Nazione | Tempo   |
| ---- | --------------------------- | ------- | ------- |
| 1    | Marta Bassino               | Italia  | 2:14,59 |
| 2    | Federica Brignone           | Italia  | 2:14,72 |
| 3    | Karoline Pichler            | Italia  | 2:15,49 |
| 4    | Luisa Matilde Maria Bertani | Italia  | 2:15,98 |
| 5    | Candace Crawford            | Canada  | 2:16,14 |
| 6    | Laura Pirovano              | Italia  | 2:16,34 |
| 7    | Roberta Melesi              | Italia  | 2:16,40 |
| 8    | Francesca Fanti             | Italia  | 2:17,02 |
| 9    | Elisa Platino               | Italia  | 2:17,37 |
| 10   | Ilaria Ghisalberti          | Italia  | 2:17,40 |

Data: 24 marzo

Località: Livigno

#### Slalom speciale
| Pos. | Atleta                  | Nazione  | Tempo   |
| ---- | ----------------------- | -------- | ------- |
| 1    | Federica Brignone       | Italia   | 1:32,59 |
| 2    | Vera Tschurtschenthaler | Italia   | 1:32,93 |
| 3    | Vivien Insam            | Italia   | 1:33,26 |
| 4    | Anita Gulli             | Italia   | 1:33,65 |
| 5    | Martina Peterlini       | Italia   | 1:33,80 |
| 6    | Amélie Klopfenstein     | Svizzera | 1:34,18 |
| 7    | Serena Viviani          | Italia   | 1:34,33 |
| 8    | Nicole Good             | Svizzera | 1:34,39 |
| 9    | Carole Bissig           | Svizzera | 1:34,42 |
| 9    | Celina Haller           | Italia   | 1:34,42 |

Data: 23 marzo

Località: Livigno

#### Combinata
| Pos. | Atleta              | Nazione  | Tempo   |
| ---- | ------------------- | -------- | ------- |
| 1    | Francesca Marsaglia | Italia   | 1:51,34 |
| 2    | Elena Curtoni       | Italia   | 1:51,36 |
| 3    | Nevena Ignjatovic   | Serbia   | 1:51,64 |
| 4    | Karoline Pichler    | Italia   | 1:51,80 |
| 5    | Nadia Delago        | Italia   | 1:52,00 |
| 6    | Roberta Melesi      | Italia   | 1:52,16 |
| 7    | Laura Pirovano      | Italia   | 1:52,75 |
| 8    | Ilaria Ghisalberti  | Italia   | 1:52,92 |
| 9    | Sara Allemand       | Italia   | 1:53,03 |
| 10   | Elisa Platino       | Italia   | 1:53,13 |
| 10   | Ilka Štuhec         | Slovenia | 1:53,13 |

Data: 28 marzo

Località: Santa Caterina Valfurva